# Colle Marmo
Colle Marmo o Collemarmo (Colli Màrme in dialetto locale) è una contrada del Comune di Bisenti, che si estende lungo la collina omonima. Si raggiunge tramite la strada comunale che da Piedifinati e da Troiano si dirige verso Poggio delle Rose, nel comune di Cermignano. Nelle vicinanze della strada comunale si incontrano i seguenti gruppi di case: Villa Zurritto, Mazzucchetti, Villa Baggiutto (o Villa Baggiutti) e Case Di Marco, vicino alla vetta del colle.

Dal ponte sul fiume Fino nei pressi del campo sportivo di Bisenti una strada non asfaltata conduce ad un altro gruppo di case, detto in dialetto La Cròce di Papòtte, già nel territorio di Colle Marmo.

La sommità della collina, da cui si scorge un magnifico panorama sull'Appennino e sulla Val Fino, supera i 700 metri di altezza. Nei suoi pressi sotto terra sono stati ritrovati resti di un antico tempio italico.
In parte coperta di boscaglia e in parte coltivata, a Colle Marmo è particolarmente pregiata l'uva per la produzione del vino Montonico, diffuso solo in questa zona.

La contrada ospita vari agriturismi dove è possibile dormire e gustare i piatti locali.

## Immagini varie

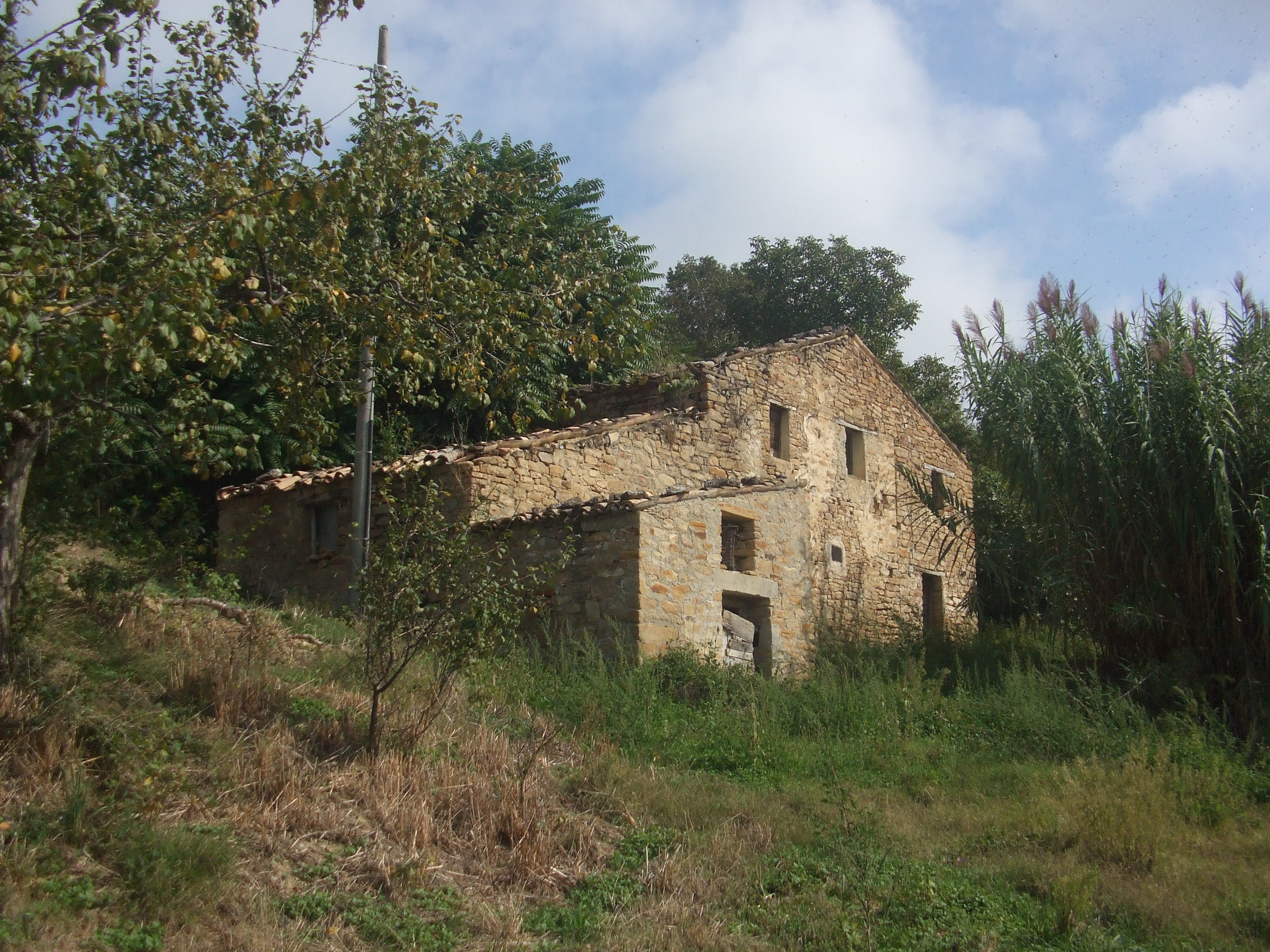
Masseria Di Giacinto, antica casa contadina diruta in contrada Colle Marmo
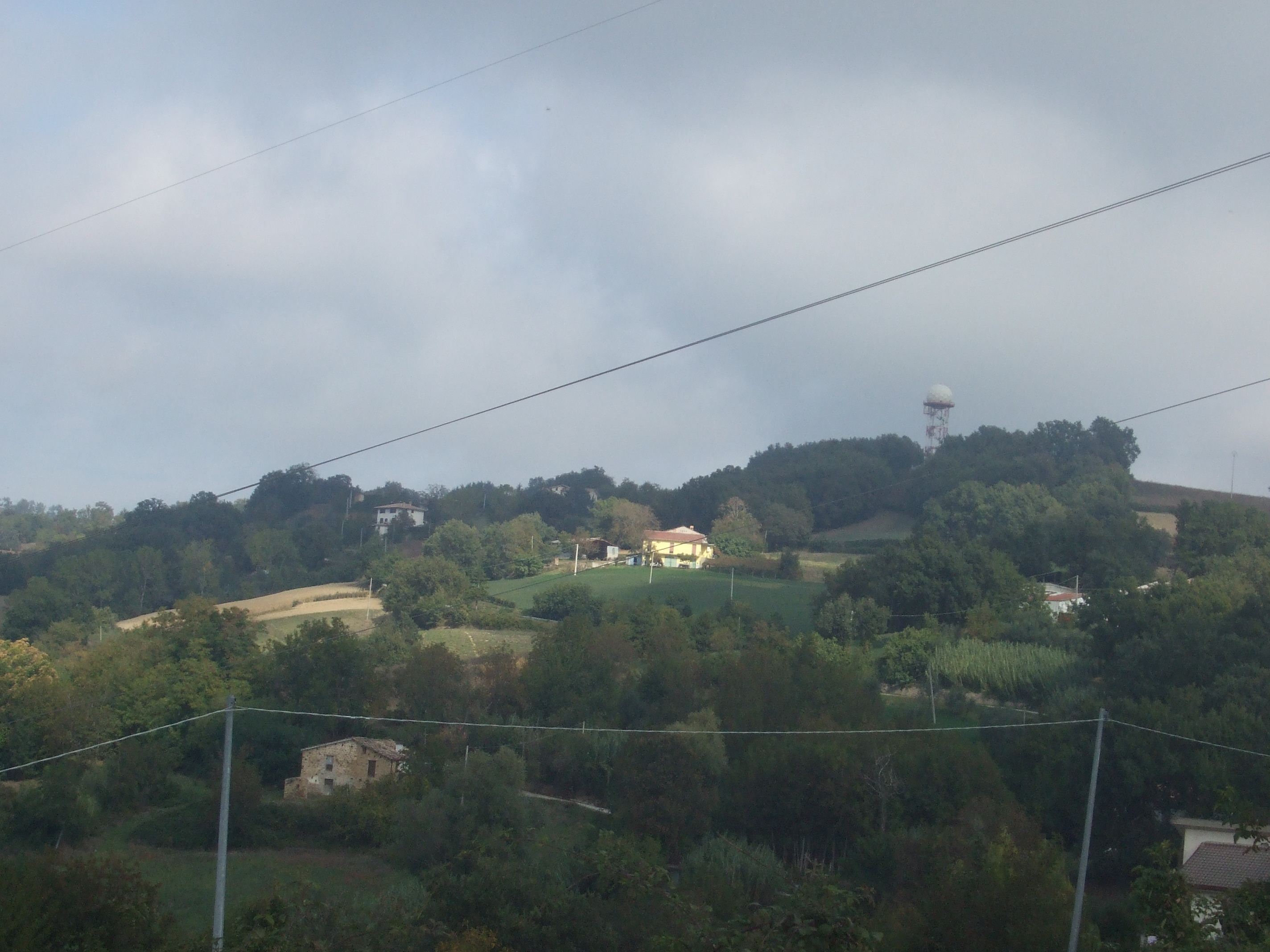
La sommità di Colle Marmo col pozzo di recente costruzione, vista da Villa Baggiutto